# Семирамида

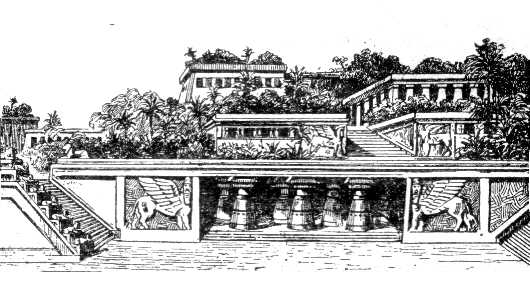
Висячие сады Семирамиды. Реконструкция начала XX века

Семирами́да (др.-греч. Σεμίραμις, арам. ܫܡܝܪܡ), Шамира́м (арм. Շամիրամ) — в аккадской и древнеармянской мифологиях легендарная царица Ассирии, супруга легендарного царя Нина, убившая его хитростью и завладевшая властью.

## Исторический прототип
Историческим прообразом Семирамиды является реальная ассирийская царица Новоассирийского периода Шаммурамат (812—803 гг. до н. э.) — вавилонянка по происхождению, жена Шамши-Адада V и мать Адад-нирари III (в малолетство которого была регентшей), известная фактически лишь тем, что правила единолично, что является чрезвычайно редким явлением в странах древнего мира.
Шаммурамат была младшей современницей урартского правителя Араму, который сопоставим с легендарным армянским царем-патриархом Арамом, отцом Ара Прекрасного. Известное в армянской традиции противостояние между ассирийской царицей Шамирам и армянским царем Ара Прекрасным и последующее завоевание ею Армении отражают исторический факт завоевания государством Урарту страны Этиуни, расположенной в области Айрарат. 
Под её влиянием в Ассирии был введён культ бога Набу, статуи которого были найдены в Кальху, с надписью повелевавшей не признавать никакого другого бога. Это делалось, вероятно, для более тесного сплочения державы. Шаммурамат вела войны главным образом против Мидии и Манны. Даже когда Адад-нирари III стал править самостоятельно, Шаммурамат продолжала играть заметную роль и появляться вместе с именем царя на статуях бога Набу и в надписях Белтарсиилимы, наместника Кальху. На обелиске из Ашшура приведена её титулатура: «Стела в честь Шаммурамат, царицы Шамши-Адада, царя вселенной, царя Ассирии; матери Адада-Нирари, царя вселенной, царя Ассирии; невестки Салманасара, царя четырёх сторон света».
С именем Семирамиды традиционно (начиная по крайней мере с Ктесия и Бероса) связывают одно из «семи чудес света» — «висячие сады Семирамиды», предположительно построенные в Вавилоне Навуходоносором II (605—562 до н. э.) для дочери мидийского царя Киаксара Амитис, скучавшей по гористой родине. Согласно альтернативной версии, основанной на повторной расшифровке клинописных табличек, оригинальные висячие сады могли находиться в Ниневии, столице Ассирийского царства, и были построены в начале VII века до н. э. Диодор Сицилийский в «Исторической библиотеке» и Филострат в «Жизни Аполлония Тианского» также приписывали ей строительство соединявшего две части Вавилона тоннеля под Евфратом, который на деле был предположительно создан ещё в XXII веке до н. э.
В то время как большинство авторов XIX—XX веков, начиная с теолога Джорджа Роулинсона и ряда востоковедов, считали Семирамиду несомненно основанной на Шаммурамат, французский ассириолог Франсуа Ленорман указывал, что на неё были перенесены элементы месопотамской мифологии. В образ Шамирам-Семирамиды вплелись также черты некоторых богинь, в частности — аккадской богини любви Иштар (Истар/Астарты).

## Греческие источники

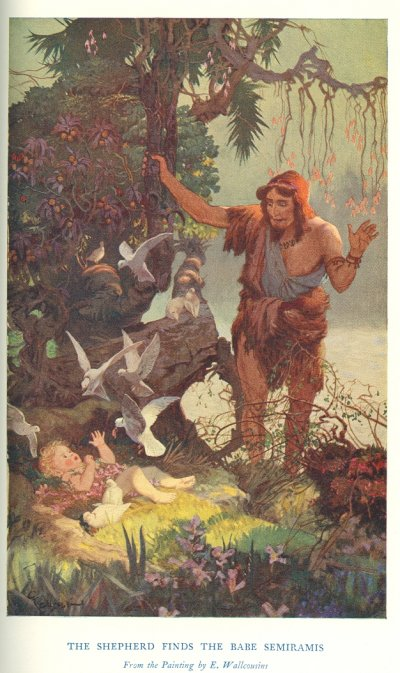
Эрнест Уоллказинс, «Пастух находит Семирамиду» (иллюстрация к сборнику ассиро-вавилонских мифов, 1915)

О Шамирам-Семирамиде в древности существовало множество мифов и легенд, часть которых дошла до нас в трудах древнегреческих авторов Ктесия, Диодора, Плутарха и др. Геродот мельком называет Семирамиду как одну из двух цариц, правивших Вавилонией, наряду с «царствовавшей через пять поколений» Нитокрис (которой приписывает постройки Навуходоносора II).
По данным Ктесия, Семирамида происходила из Дамаска, а согласно Диодору, она родилась близ Ашкелона в Палестине. Оба сходятся на том, что Семирамида — дочь богини Деркето и некоего сирийца (или дочь Деркета), вскормленная и воспитанная голубями, затем её воспитал царский пастух Сима, который и дал ей имя, означающее «голубка». Она сделалась женой правителя Сирии Онна/Оннея (либо была наложницей царского раба), родила от Оннея двух сыновей (Гиапата и Гидаспа) и вместе с мужем захватила Бактры. По преданию, во время осады она посоветовала супругу штурмовать город стены в наиболее уязвимых местах укреплений, где бактрийцы сосредоточили своих защитников, лишь для отвлечения их внимания, а основную часть войска направить на наименее охраняемые наивысшие точки городских стен.
Затем она стала женой ассирийского царя Нина, отнявшего её у подчинённого ему Онна и доведшего этим последнего до самоубийства, а после смерти Нина села на ниневийский престол. Согласно Динону, муж разрешил ей пять дней править Азией, и она приказала страже убить его.
Древние авторы приписывают ей основание (или восстановление) Вавилона, а также постройки ещё в ряде городов, включая дворцы Экбатаны в Мидии и Тушпу (Ван) в Армении, из-за чего и в средневековье древнюю урартскую столицу называли Шамирамкерт и считали летней резиденцией царицы (согласно предположению отдельных историков, это могло быть результатом переноса на неё городского канала и других сооружений времён непосредственного современника исторической Шаммурамат — царя Урарту Менуа). Некоторые античные источники возводят к ней не только все ассиро-вавилонские памятники, но и персидские, и восточносредиземноморские, и анатолийские — и даже египетские пирамиды, не говоря уже о висячих садах и путях сообщения через горные страны. Даже Бехистунскую надпись хорошо известного грекам Дария I живший всего столетие спустя при дворе его праправнука Ктесий считал созданной Семирамидой.

Ей же приписываются походы и завоевания до самой Индии, Эфиопии и оазиса Амона в Ливийской пустыне, призванные объяснить, почему её именем назывались объекты от Кавказа до Аравийского полуострова. Утверждали также, что на её изображениях она часто была запечатлена верхом на лошади.

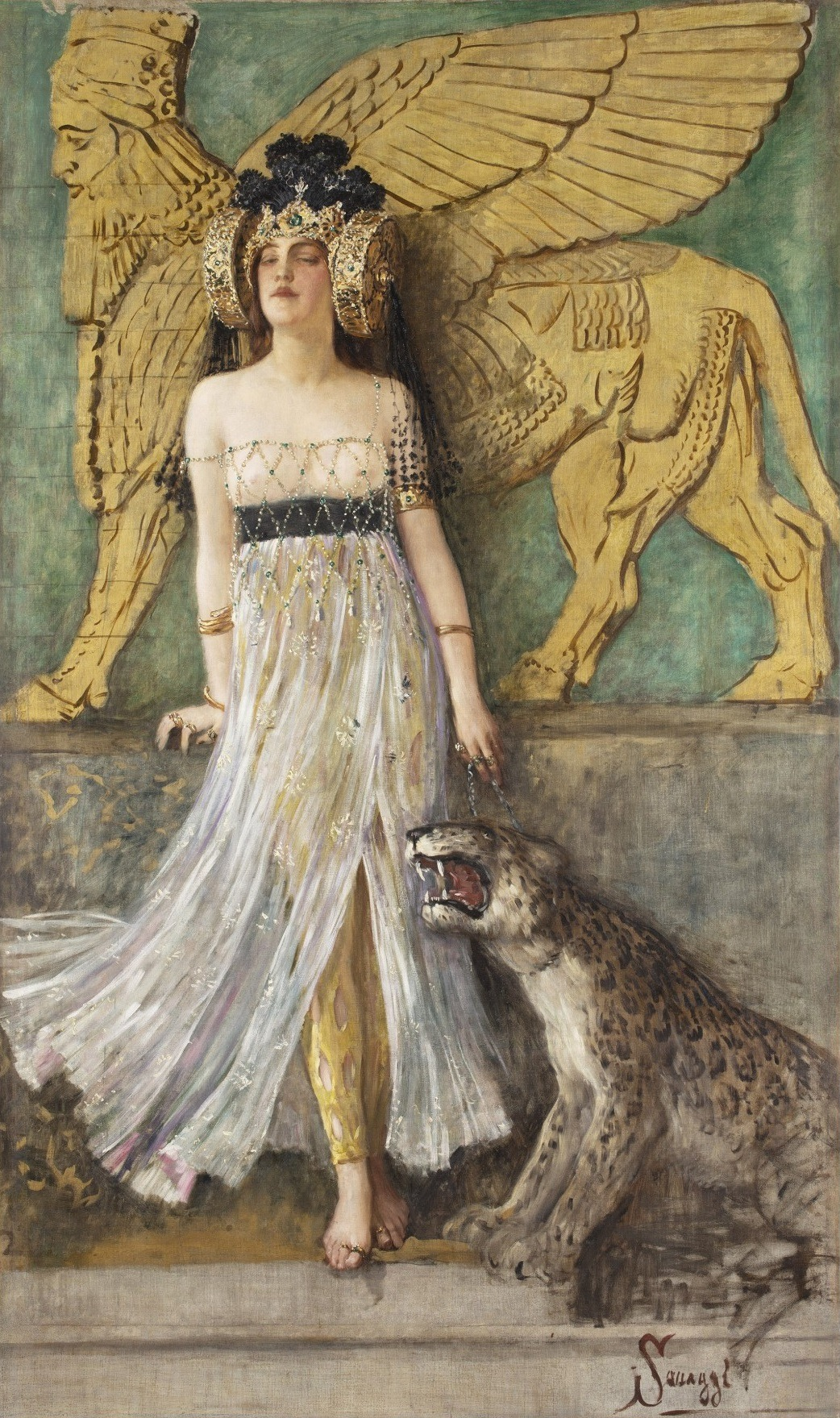
Чезаре Саккаджи, «Великая Семирамида, царица Ассирии».

Среди прочего, утверждалось, что она совершила поход на Индию, увлечённая перспективой подчинить себе самый многочисленный в мире индийский народ, хотя тот не давал никаких поводов для войны. Диодор сообщает фантастические сведения насчёт численности её войска — одних лишь пехотинцев якобы было 3 миллиона, конницы 200 тысяч, колесниц 100 тысяч; кроме того, зная о боевых слонах индийцев, она приказала ремесленникам изготовить множество муляжей этих животных из шкур 300 тысяч чёрных быков, набив чучела соломой поместив в них по человеку, управляющему верблюдом. Однако она была разбита царём индов Стабробатом (Ставробатом — возможно, от индийского Стабарпати), который заманил её после пересечения реки Инд в ловушку и ранил её стрелой в руку и копьём в спину, заставив спешно отступать; и потеряла две трети войска. Также воевала с сирийцами.
Сыновья Онна составили против неё заговор с помощью Сатибара, желая убить Ниния-младшего, но она разоблачила их. Диодор сообщает, что её сын Ниний вступил против неё в заговор с евнухом (Аммиан Марцеллин называет её изобретательницей оскопления). Рассказывали, что она улетала в виде голубя, когда Ниний стал покушаться на её жизнь, поскольку ранее в оазисе Сива она получила от оракула Амона в ответ на вопрос о своей кончине пророчество, что она падёт от руки сына или же что в таком случае она покинет людей и будет обожествлена многими народами Азии. По другим версиям (Марк Юниан Юстин), она всё же была им убита.
Много говорили о её любовных делах. Согласно Орозию, она вступила в инцестуальную любовную связь со своим сыном. Согласно Юбе, она была влюблена в коня и, потеряв коня, бросилась в погребальный костер. В общей сложности она правила 42 года.
На насыпи Семирамиды располагался город Тианы (Каппадокия). О её гробнице упоминает Плутарх. По Евгемеру, это жена Бела, тождественная Гере.
Во всём этом можно видеть сочетания неверно понятых мифов Иштар с воспоминаниями об ассирийском периоде, олицетворённом в Семирамиде. Последнее объясняется, может быть, тем, что Ктесий писал по мидийским источникам. Мидяне познакомились с ассиро-вавилонской культурой в царствование Рамман-Нирари III, женатого на вавилонской царевне Саммурамати, и, вероятно, соединили с именем царицы, занимавшей исключительное в истории Ассирии положение, представление о поразившей их, тогда ещё находившихся в примитивном состоянии, цивилизации и государственности.

## Армянские источники

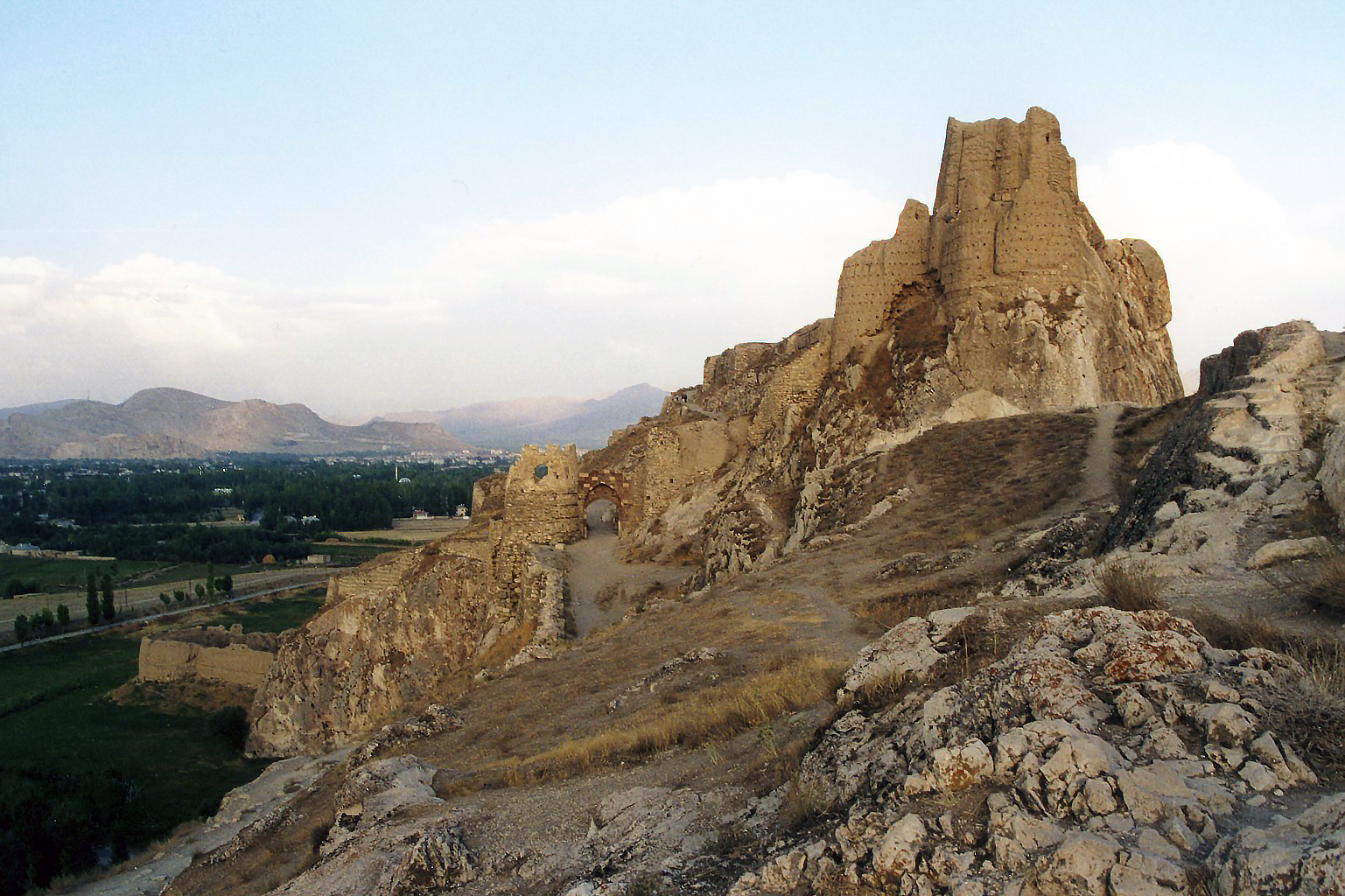
Урартская крепость Ван-Тушпа, строительство которой приписывается, согласно преданиям, легендарной царице Шамирам

Некоторые отрывки армянского предания об ассирийской царице Шамирам, записанного в «Истории Армении» Мовсеса Хоренаци (V век), упорядочены в соответствии с данными древнегреческого автора Ктесия. Согласно средневековому армянскому автору, с деятельностью Шамирам связывается строительство ряда сооружений в Армении, которые носили ее имя: города Ван (Шамирамакерт — «город Памиром»), ирригационного канала Шамирам и т.д. 

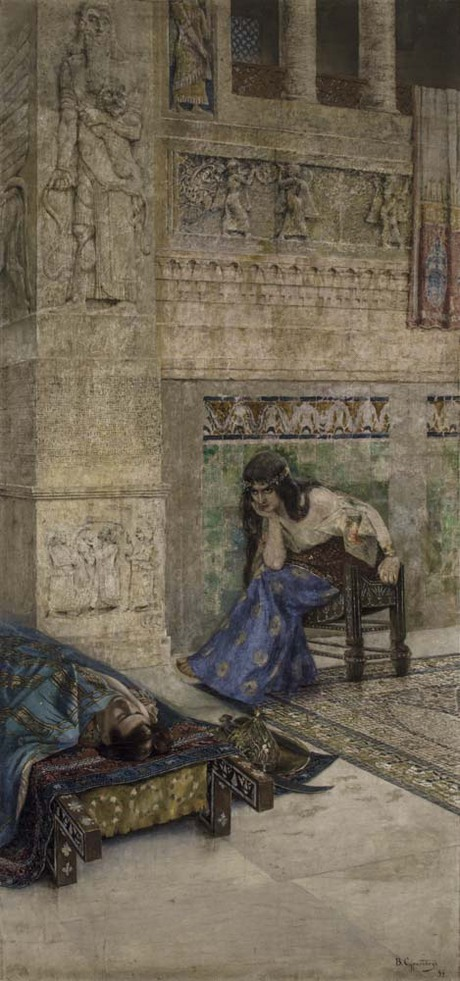
«Шамирам и Ара Прекрасный» (1899 г.), Вардгес Суренянц

Вторым главным героем предания является армянский царь Ара Прекрасный. В образе Ара выступает древнеармянское божество умирающей и воскресающей природы, подобные которому существовали у многих народов мира (Таммуз, Адонис, Осирис и другие). Царица Шамирам, в свою очередь, представляет собой позднюю версию дохристианской армянской богини Астхик. Ее образ может быть идентифицирован с урартской богиней Тушпуеа, женой бога солнца Шивини, покровительницей столицы Урарту Тушпы (Ван). Шамирам можно рассматривать и как историзированную версию хурритской богини Šauš(k)a, которая была также известна как «Иштар Ниневийская». Конфликт между Ара Прекрасным и Шамирам, вероятно, является мифологическим отражением завоевания Этиуни царством Урарту в конце IX века до н.э.
Согласно древнеармянским источникам, Шамирам, наслышанная о красоте армянского царя, отправила ему послание, в котором просила стать своим мужем и взойти на царство, стремясь объединить две державы. Однако вернувшиеся послы передали царице унизивший её отказ армянского царя. Шамирам воспылала ненавистью к Ара, собрала войско и напала на Армению. Несмотря на приказ взять Ара живым, ассирийцы смертельно ранили его в кровопролитном сражении у склона горы, называвшейся Араи-лер (гора Ара). На том же месте, согласно преданию, впоследствии было основано село, называемое Араи-гюх (село Ара).
Шамирам послала за телом Ара мародёров, которые принесли умиравшего царя в её шатёр; там же он и скончался. Семирамида велела жрецу Мирасу воскресить царя, и тот, положив тело на вершине горы Аменпркич, стал вызывать собакоголовых духов-аралезов, которые оживляли погибших воинов, зализывая им раны.
Несмотря на это, Ара умер, и Шамирам, бросив его тело в яму, пустила слух о том, что воскресила царя. Роль Ара исполнил один из любовников царицы. Армяне поверили её словам и прекратили боевые действия, после чего Семирамида покинула Армению, поверив словам Мираса, будто дух Ара взят богами на Кавказские горы и оттуда перенесётся в Вавилон к покорившей его сердце царице. Легенда об оживлении бога связана с холмом возле села Лецк (близ города Ван).
В армянских народных сказках Шамирам предстает в роли волшебницы.

## В европейской культуре

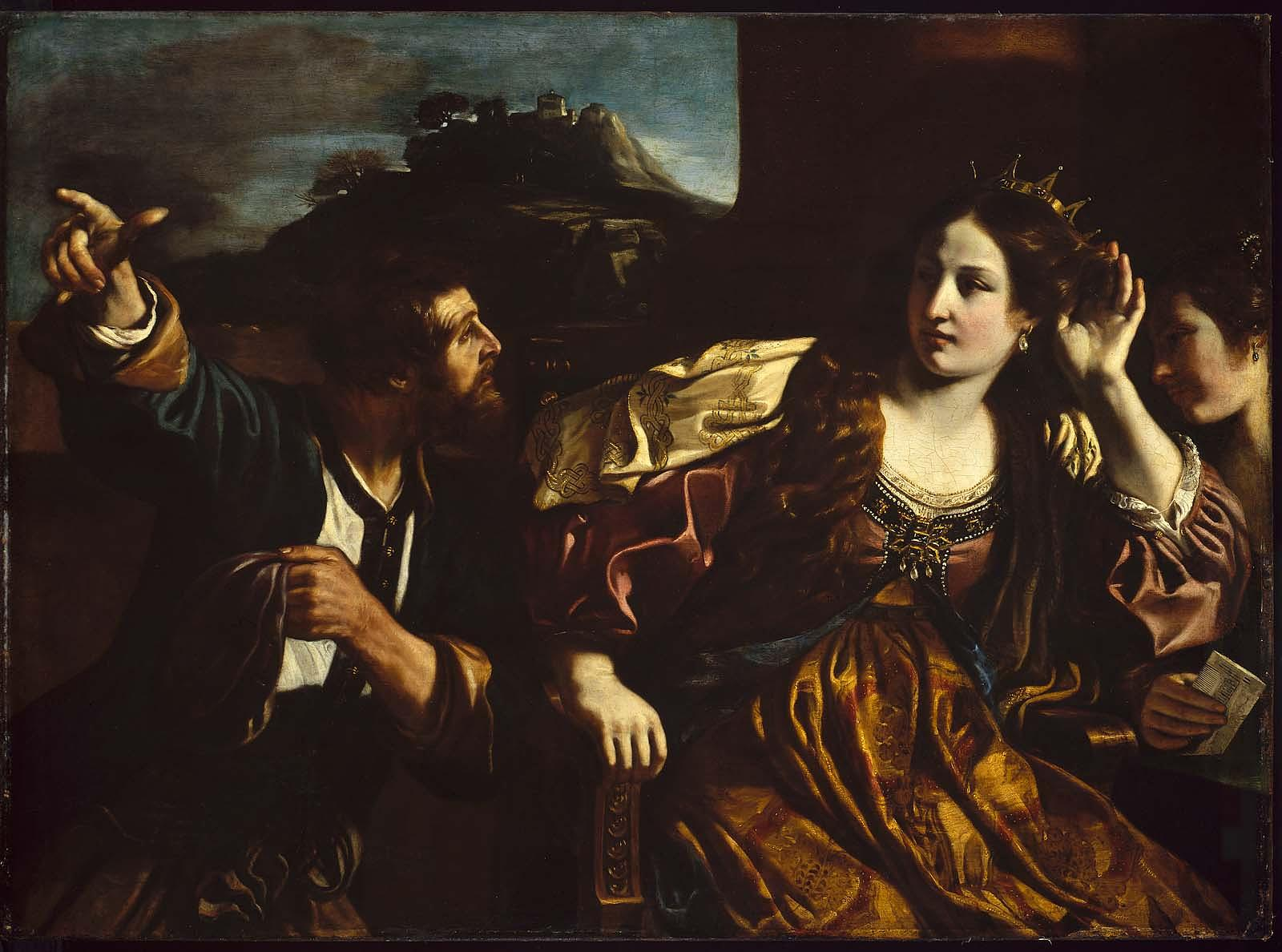
Гверчино (Джованни Франческо Барбьери). Семирамида, получающая весть о мятеже в Вавилоне. 1624. Холст, масло. Музей изящных искусств, Бостон

Семирамида фигурирует как персонаж ряда произведений позднейшего искусства, например, её упоминает «Божественная комедия» Данте.
Пётр Коместор в «Схоластической истории» (1173) приписывает Семирамиде изобретение штанов.
Кальдерон де ла Барка посвятил ей пьесу «Дочь воздуха», Вольтер — трагедию «Семирамида», а целый ряд композиторов (Йозеф Мысливечек, Джоаккино Россини, Отторино Респиги, Доменико Чимароза, Маркуш Португал, Джакомо Мейербер и др.) написали одноимённые оперы (в XVIII веке, например, пользовались популярностью либретто Апостоло Дзено «Семирамида», 1725, и Пьетро Метастазио «Узнанная Семирамида», 1729).
Первый фильм о ней сняли во Франции в 1910 году. Кроме того, ей посвящены два позднейших итальянских фильма жанра пеплум — «Царица Вавилона» (La cortigiana di Babilonia, 1954, роль исполняет Ронда Флеминг) и «Я — Семирамида» (Io Semiramide, 1963, роль исполняет Ивонн Фюрно).

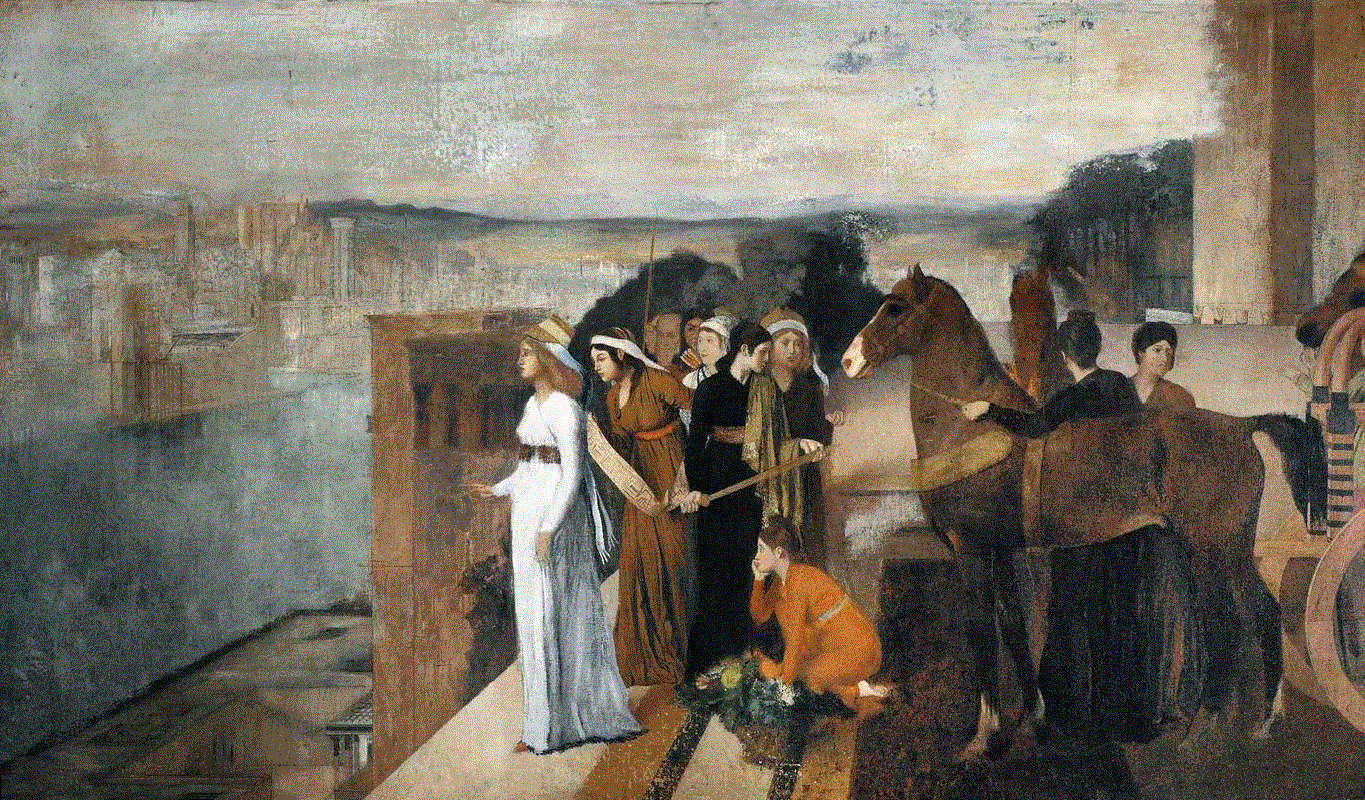
Э. Дега. Семирамида строит Вавилон. 1861. Холст, масло. Музей Орсе, Париж

«Семирамидой Севера» называли датскую королеву Маргариту I и российскую императрицу Екатерину II (Вольтер).
Пресвитерианский проповедник Александр Хислоп в своём антикатолическом памфлете 1853 года «Два Вавилона» считал её основательницей политеизма, называя её мужем Нимрода, а сыном — Таммуза, которых тоже рассматривал как реально существовавших исторических персонажей. Более того, в своей теории заговора он приписывал им основание католической церкви и ассоциировал Семирамиду с Вавилонской блудницей, несмотря на отсутствие каких-либо библейских тому подтверждений. Эти представления до сих пор имеют хождение в кругах некоторых евангельских протестантов и конспирологов, включая Дэвида Айка, отводящего Семирамиде важную роль в установлении «власти рептилоидов» над человечеством.
В честь Семирамиды назван астероид (584) Семирамида, открытый в 1906 году.